# Александар Алимпић
Александар Алимпић (Панчево, 26. август 1966 — Панчево, 9. јул 2022) је био српски сликар.

## Биографија
Рођен је 1966. године у Панчеву. Прво сликарско образовање је стекао у атељеу сликара Чедомира Кесића 1992. Завршио је Високу школу Српске православне цркве за уметности и консервацију Београд. Имао је више самосталних изложби, а учествовао је и на колективним. Његова изложба „Образ и појаве” је свечано отворена 13. октобра 2020. у Народном музеју Панчево, а изложба „Казивање шареног лептира” 7. маја 2022. у кући Ђуре Јакшића у Београду. У почетку свог стваралачког опуса је радио иконографије и фреске, а у каснијој фази просторе у којима је боравио. Осликавао је православне храмове у Ораховцу, Сакулама и Сефкерину. Самостално је осликао манастир Хајдучица. Био је члан Удружења ликовних уметника Србије. Преминуо је 9. јул 2022. у Панчеву, где је сахрањен на Старом православном гробљу. Године 2023. је одржана ретроспективна изложба Алимпићевих слика у Народном музеју Панчева.